# Cyrtodactylus irregularis
Espèce
Synonymes
- Gymnodactylus peguensis var. irregularis Smith, 1921

Cyrtodactylus irregularis est une espèce de geckos de la famille des Gekkonidae.

## Répartition
Cette espèce est endémique de la plateau Langbian au Viêt Nam.

## Publication originale
- Smith, 1921 : New or Little-known Reptiles and Batrachians from Southern Annam (Indo-China). Proceedings of the Zoological Society of London, vol. 1921, p. 423-440 (texte intégral).